# Jan Eduardowitsch Alabuschew
Jan Eduardowitsch Alabuschew (russisch Ян Эдуардович Алабушев, wiss. Transliteration Jan Ėduardovič Alabušev; * 11. März 2009) ist ein russischer Schauspieler.

## Leben
Alabuschew wurde am 11. März 2009 in Russland geboren. Seit Mitte der 2010er Jahre ist er als Film- und Theaterschauspieler tätig. Er sammelte Bühnenerfahrungen an dem Moskovskiy Gubernskiy Teatr und dem Teatral'nyy Tsentr „Vishnovyy Sad“. Er wirkte zwischen 2017 und 2019 unter anderen in den Fernsehserien Chuzhoe schaste, Doktor Rikhter und Gadalka. 2019 übernahm er die Rolle des Misha in dem Horrorfilm Queen of Spades – Through the Looking Glass.

## Filmografie (Auswahl)
- 2017: Chuzhoe schaste (Fernsehserie)
- 2017: Doktor Rikhter (Доктор Рихтер) (Fernsehserie)
- 2019: Gadalka (Гадалка) (Fernsehserie)
- 2019: Queen of Spades – Through the Looking Glass (Pikovaya dama. Zazerkale/Пиковая дама: Зазеркалье)
- 2019: V otrazhenii tebya (В отражении тебя) (Mini-Serie)
- 2019: Fantasy Patrol. The Chronicles (Fernsehserie)
- 2019: The Hero (Geroy/Герой)
- 2020: Zhdi menya (Mini-Serie)
- 2021: Artek: Bolshoe puteshestvie (Артек. Большое путешествие)